# Leptaulax anna
Leptaulax anna es una especie de coleóptero de la familia Passalidae.

## Distribución geográfica
Habita en la Isla de Flores (Indonesia) y Sumbawa.